# 2000년 LG 트윈스 시즌
2000년 LG 트윈스 시즌은 LG 트윈스가 KBO 리그에 참가한 11번째 시즌이며, MBC 청룡 시절까지 합하면 19번째 시즌이다. 이광은 감독이 팀을 이끈 첫 시즌으로, 김선진이 주장을 맡았다. 팀은 4팀 중 매직리그 1위, 8팀 중 정규시즌 4위에 올라 포스트시즌에 진출했다. 그러나 주변 코치들의 만류에도 마무리로 장문석을 계속 밀어붙인 것이  빌미가 되어 플레이오프에서 두산 베어스에 충격의 역전패를 당했다.
한편, 이광은 감독이 옛 스승 김동엽 감독 스타일(스파르타식 훈련)을 길들이다가 반발이 작용했으며 이 과정에서 최고참 김용수가 이광은 감독과 선수단 장악 문제를 놓고 불화를 빚어 해당 시즌 후 은퇴식 없이 옷을 벗었다.
그 결과 2001년에는 투수진이 붕괴되며 시즌 초반 9승 25패를 기록하자 이광은 감독이 그 해 5월 15일 성적 부진 때문에 당시 수석코치로 올라와 있었던 김성근에게 대행을 넘기고 물러났으며 김성근 대행은 시즌 후 정식 감독으로 승격했는데 이광은 감독이 그랬던 것처럼 스파르타식 훈련을 중시하는 스타일이라 프런트와 럭키회 등에서 이광은 김성근 두 감독에 대한 반감이 심해지기도 했다. 

## 타이틀
- 시드니 올림픽 동메달: 이병규
- KBO 골든글러브: 이병규 (외야수)
- 올스타 선발: 김용수 (투수), 조인성 (포수), 류지현 (유격수), 김재현 (외야수), 이병규 (외야수), 양준혁 (지명타자)
- 올스타전 추천선수: 해리거
- 수비 WAR: 류지현 (2.09)
- 타석: 이병규 (595)
- 실질타석: 이병규 (589)
- 타수: 이병규 (527)
- 안타: 이병규 (170)
- 희생타: 이종열 (23)
- 투수 WAR: 해리거 (6.88)
- 선발등판: 해리거 (31)
- 완봉: 이승호 (1)
- 이닝: 해리거 (225)
- 상대한 타자 수: 해리거 (905)

### 퓨처스리그
- 완투: 김광수 (3)
- 평균자책점: 박철홍 (2.00)

## 선수단
- 선발투수 : 해리거, 최향남, 경헌호, 김용수, 안병원, 최원호, 김상엽
- 구원투수 : 전승남, 차명석, 김민기, 방동민, 장준관, 류택현, 김성준, 김광삼, 김광수, 신윤호, 최창호
- 마무리투수 : 장문석, 이승호, 신영균, 인현배, 박철홍
- 포수 : 김정민, 조인성, 최승환
- 1루수 : 서용빈, 정현택, 최동수, 정영규, 허문회, 김선진
- 2루수 : 이종열, 윤현식
- 유격수 : 류지현, 권용관, 손지환
- 3루수 : 안재만, 테이텀, 안상준, 송구홍
- 좌익수 : 쿡슨, 최경환, 김상호
- 중견수 : 이병규
- 우익수 : 김재현, 박연수, 최익성
- 지명타자 : 양준혁, 스미스, 조재영

## 여담
- 김광수는 이 시즌 평균자책점 48.60에 그쳤으나, 4월 8일 삼성 라이온즈와의 경기에서 구단 사상 첫 홀드를 기록함에 따라 KBO 리그 역대 단일 시즌 홀드를 1개라도 기록한 선수들 중 가장 높은 평균자책점을 기록한 선수가 되었다.
- 당시 만 40세였던 김용수는 올스타 투수 부문에 뽑혀 KBO 올스타전에 등판한 역대 첫 40대 투수 겸 첫 40대 선발투수가 되었다. 또한 해당 시즌 올스타전 2경기에 출전하여 5이닝을 소화해 KBO 리그 40대 투수 단일 올스타전 최다 출전, 최다 이닝 기록을 세웠다.
- 해리거는 KBO 올스타전 사상 첫 외국인 선발투수가 되었다.
- 올스타전 1차전이 무승부로 끝남에 따라 해리거는 KBO 올스타전의 1호 무승부투수가 되었다.
- 스미스는 시즌 초 삼성 라이온즈에서 뛰다가 방출된 후 LG 트윈스에 입단해 잔여 시즌을 뛰었다. 삼성 라이온즈에서 뛰던 시기엔 LG 트윈스를 상대로 홈런을 친 적이 있고, LG 트윈스 입단 후에는 삼성 라이온즈를 상대로 홈런을 친 적도 있다. 결과적으로 이 시즌 스미스는 삼성 라이온즈, LG 트윈스 포함 KBO 리그 전체 8개 구단 상대로 홈런을 기록하는 진기록을 세웠다.
- 해리거는 이 시즌 WAR 6.88로 KBO 리그 외국인 투수 20세기 통산 최고 기록을 세웠다.
- 김용수는 이 시즌에 KBO 리그 40대 투수 최초로 포스트시즌에서 승리투수, 패전투수를 모두 경험했다.
- 김용수는 KBO 리그 사상 40대 투수 단일 포스트시즌 최다 홀드(2) 기록을 세웠다.
- 스미스는 이 시즌을 끝으로 KBO 리그를 떠나 KBO 리그 외국인 타자 통산 포스트시즌 최다 희생플라이(2) 기록을 세웠다.